# سيبيسكيت (فلم)
سيبيسكيت (بالإنجليزية: Seabiscuit) هو فيلم دراما تم إنتاجه في الولايات المتحدة وصدر في سنة 2003.

## بطولة
- توبي ماغواير
- جيف بريدجز
- كريس كوبر
- إليزابيث بانكس
- ويليام ماسي

## الميزانية والإيرادات
بلغت تكلفة إنتاج الفيلم حوالي 87 مليون دولار بينما حقق أرباحا تقدر بـ 148,336,445 دولار.

### ترشيحات وجوائز
| السنة | الحدث  | الفئة     | النتيجة |
| ----- | ------ | --------- | ------- |
|       | أوسكار | أفضل فيلم | ترشـيـح |

## وصلات خارجية
- سيبيسكيت على موقع IMDb (الإنجليزية)
- سيبيسكيت على موقع ميتاكريتيك (الإنجليزية)
- سيبيسكيت على موقع الموسوعة البريطانية (الإنجليزية)
- سيبيسكيت على موقع روتن توميتوز (الإنجليزية)
- سيبيسكيت على موقع نتفليكس (الإنجليزية)
- سيبيسكيت على موقع قاعدة بيانات الأفلام العربية
- سيبيسكيت على موقع ألو سيني (الفرنسية)
- سيبيسكيت على موقع Turner Classic Movies (الإنجليزية)
- سيبيسكيت على موقع أول موفي (الإنجليزية)
- سيبيسكيت على موقع بوكس أوفيس موجو (الإنجليزية)

1. ↑  وصلة مرجع: http://stopklatka.pl/film/niepokonany-seabiscuit. الوصول: 12 أبريل 2016.
2. ↑  وصلة مرجع: http://www.adorocinema.com/filmes/filme-47262/. الوصول: 12 أبريل 2016.
3. ↑  وصلة مرجع: http://www.imdb.com/title/tt0329575/. الوصول: 12 أبريل 2016.